# 小行星24005
小行星24005（24005 Eddieozawa）是一颗绕太阳运转的小行星，为主小行星带小行星。该小行星于1999年9月发现。

## 轨道参数
小行星24005的轨道半长轴为408 522 609 km（2.7307661 UA），离心率为0.059。